# Санборн, Олден
Олден Ример «Зеке» Санборн (англ. Alden Ream "Zeke" Sanborn; 22 мая 1899, Джефферсон, Висконсин — 1 декабря 1991, Charlotte Hall, Мэриленд) — американский гребец, чемпион летних Олимпийских игр 1920 года в Антверпене в зачёте восьмёрок, победитель и призёр многих студенческих регат по академической гребле. Также известен как офицер Военно-морских сил США, инженер в авиастроительной отрасти.

## Биография
Олден Санборн родился 22 мая 1899 года в городе Джефферсон, штат Висконсин.
Изначально поступил в Белойтский колледж в Висконсине, но в 1918 году перевёлся оттуда в Военно-морскую академию США в Аннаполисе. В академии занимался академической греблей, состоял в местной гребной команде, неоднократно принимал участие в различных студенческих регатах.
Наивысшего успеха в гребле на международном уровне добился в сезоне 1920 года, когда, ещё будучи курсантом академии, вошёл в основной состав американской национальной сборной и благодаря череде удачных выступлений удостоился права защищать честь страны на летних Олимпийских играх в Антверпене. В распашных восьмёрках с рулевым благополучно преодолел четвертьфинальную и полуфинальную стадии соревнований, выиграв у команд из Бельгии и Франции соответственно. В решающем финальном заезде почти на секунду опередил гребцов из Великобритании и тем самым завоевал золотую олимпийскую медаль.
Окончил академию в 1922 году, получив степень в области судового машиностроения, после чего поступил на службу в авиацию Военно-морских сил США и сделал достаточно успешную карьеру военного офицера. В 1928 году также получил степень магистра самолётостроения в Массачусетском технологическом институте, при этом оставался на службе в ВВС. Занимался разработкой самолётов-торпедоносцев и пикирующих бомбардировщиков, отвечал за обслуживание самолётов и авианосцев в ходе Второй мировой войны. Уволился из вооружённых сил в 1951 году в звании капитана. Впоследствии работал на авиастроительную компанию Chance Vought Aircraft в Далласе, занимал должность инженера службы сбыта в авиастроительной корпорации Curtiss-Wright в Нью-Джерси. С 1963 года — на пенсии.
С 1940 года был женат на Марджори Стюарт (1911—1987), имел двоих сыновей Олдена и Дональда.
Умер 1 декабря 1991 года в поселении Шарлотт-Холл, штат Мэриленд, в возрасте 92 лет. Похоронен вместе с женой на Арлингтонском национальном кладбище.